# Alfons IV. (Portugal)

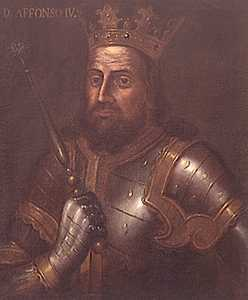
König Alfons IV. von Portugal

Alfons IV. genannt der Kühne (Dom Afonso IV oder o Bravo) (* 8. Februar 1291 in Coimbra; † 28. Mai 1357 in Lissabon) war der siebte König von Portugal aus dem Haus Burgund.

## Leben
Alfons wurde als Sohn von König Dionysius und der Heiligen Elisabeth von Portugal geboren. Nach dem Tod seines Vaters bestieg er 1325 den portugiesischen Thron.
Zu Anfang seiner Regierungszeit musste sich Alfons IV. mit den Thronansprüchen seiner Halbbrüder, den nichtehelichen Kindern seines Vaters auseinandersetzen. Nach seiner Thronbesteigung verbannte er diese aus Portugal, was zu einem bewaffneten Konflikt führte, der aber durch Vermittlung der Heiligen Elisabeth beigelegt werden konnte. Sonst vernachlässigte er seine Pflichten als Herrscher völlig und gab sich stattdessen der Jagdleidenschaft hin. Erst nach schweren Vorwürfen der Cortes, die sogar mit seiner Absetzung und der Wahl eines neuen Königs drohten, nahm er sein Amt ernst.
Mit Kastilien kam es zu Zerwürfnissen. Zwar hatte Alfons IV. einerseits seine Tochter Maria mit dem kastilischen König Alfons XI. verheiratet und andererseits seinen Sohn Peter, den späteren Peter I., schon als Fünfjährigen mit Branca, einer kastilischen Prinzessin vermählt. Nun klagte er aber den Schwiegersohn an, seine Tochter unwürdig zu behandeln, während gleichzeitig sein eigener Sohn seine Frau zugunsten seiner Geliebten Inês de Castro, einer anderen kastilischen Adeligen, vernachlässigte. Dies führte auf kastilischer Seite zu Verstimmungen und ein Krieg wurde nur durch das neuerliche Eingreifen Elisabeths verhindert. Nach der Aussöhnung nahm Alfons IV. aktiv an der Seite Kastiliens an der Reconquista gegen die Mauren teil (Schlacht am Salado 1340). Mit dieser Schlacht waren auch maurische Versuche, in Portugal wieder Fuß zu fassen, endgültig vereitelt.
Die letzten Jahre seiner Regierungszeit waren vom Konflikt mit seinem Sohn Peter überschattet. Dessen anhaltende Verbindung mit Inês de Castro, mit der er mehrere Kinder gezeugt hatte, war Alfons weiterhin ein Dorn im Auge. So nutzte er 1355, als sich sein Sohn auf einem Jagdausflug befand, die Gelegenheit, Inês de Castro wegen Hochverrats zum Tode verurteilen und hinrichten zu lassen. Als Peter davon erfuhr, kam es zum Krieg zwischen den beiden, der erst mit dem Tod Alfons’ 1357 beendet wurde.

## Familie
Alfons IV. war mit Beatrix von Kastilien, einer Tochter König Sancho IV. von Kastilien, verheiratet. Mit ihr hatte er folgende Kinder:
- Maria (* 1313; † 1357), ⚭ 1328 König Alfons XI. von Kastilien
- Afonso (* 1315; als Kind verstorben)
- Diniz (* 12. Januar 1317; † 1318)
- Peter I. (* 8. April 1320; † 18. Januar 1367)
- Isabel (* 21. Dezember 1324; † 11. Juli 1326)
- João (* 23. September 1326; † 21. Juli 1327)
- Leonor (* 1328; † Oktober 1348), ⚭ 1347 König Peter IV. von Aragonien

Aus seiner Beziehung zu einer unbekannten Dame:
- Maria Afonso